# Géant (Hominidé cryptide)
Pour les articles homonymes, voir Géant et Géant (mythologie).
 (septembre 2016).

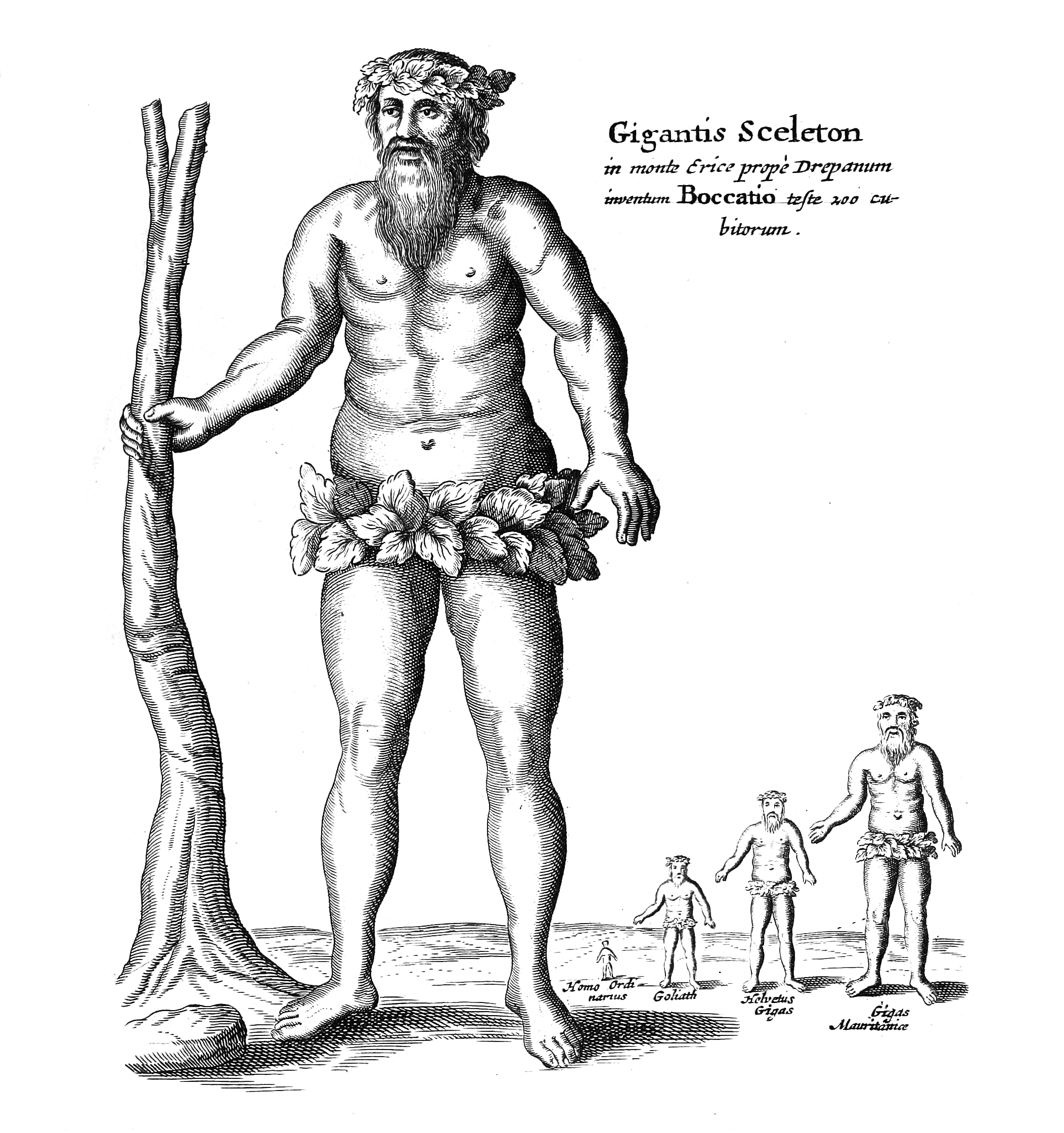
Le jésuite allemand Athanasius Kircher assimilait certains fossiles de grandes dimensions à des restes de géants disparus.
Gravure illustrant la prétendue évolution de la taille des hommes, publiée dans l'ouvrage Mundus subterraneus (1665).

Les géants sont un genre d'hominidé cryptide, dont l'existence est suggérée par des témoignages ou des éléments matériels. Ils constituent une figure familière dans un certain nombre de mythologies et folklores. L'hypothèse de leur véritable existence a perduré tardivement sur la foi de témoignages et d'éléments matériels ambigus ou mal interprétés. Les progrès des connaissances scientifiques ont conduit à considérer ce genre comme cryptide, même si certaines maladies humaines (acromégalie, gigantisme...) peuvent provoquer une croissance hors norme. La croyance en des « géants primordiaux » peuplant jadis la Terre continue parfois d'être exprimée dans des textes relevant de l'ésotérisme et de l'occultisme.

## D'un point de vue scientifique

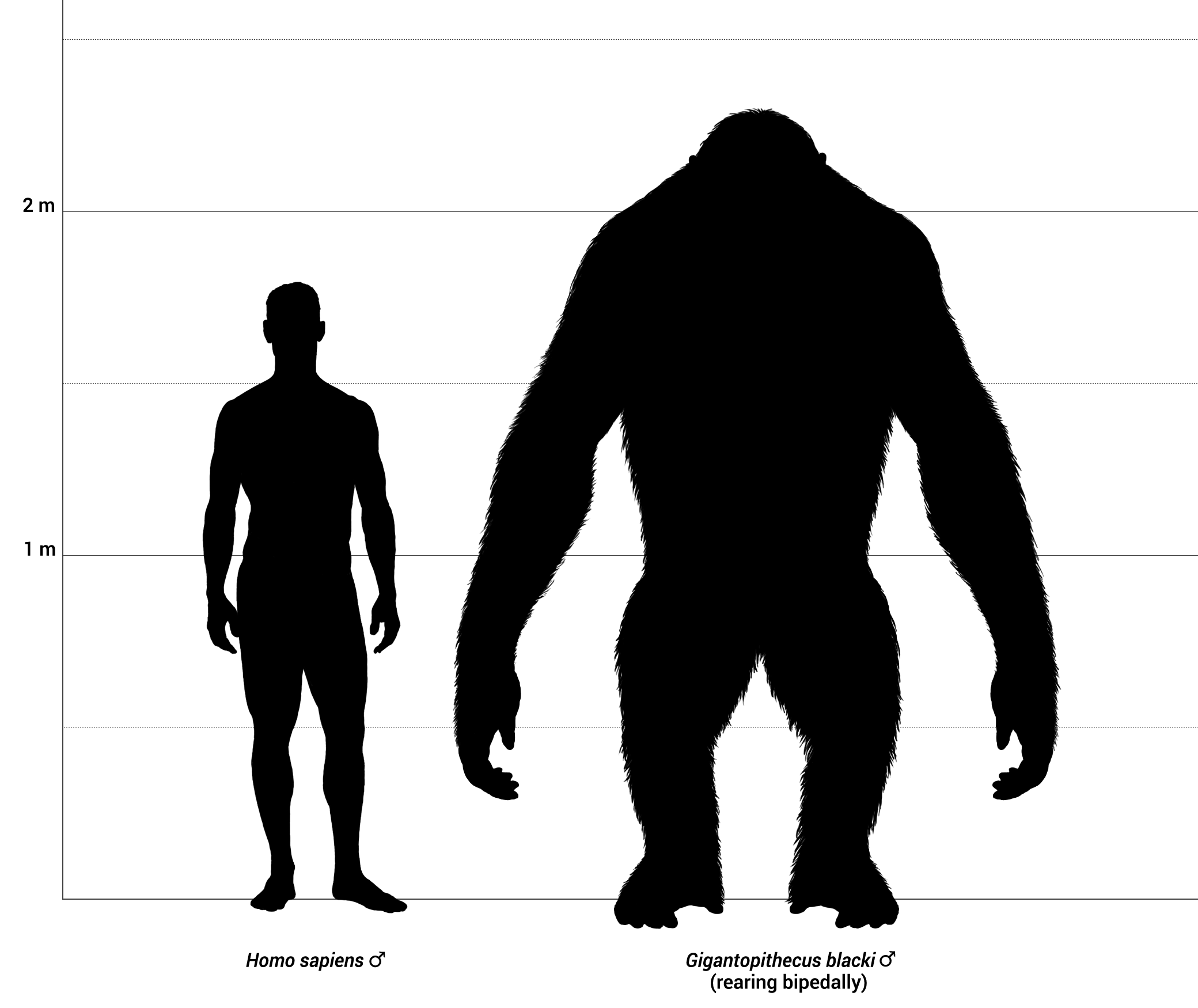
Comparaison de la taille de Giganthopithecus, à droite, avec un humain.

Le gigantisme est une maladie bien réelle (et rapidement mortelle), généralement liée à diverses perturbations hormonales qui mettent le corps à rude épreuve, car celui-ci n'est pas adapté à résister à de telles tailles. Ainsi, on ne connaît aucun humain ayant survécu à des tailles supérieures à 2,72 m (Robert Wadlow, homme le plus grand du monde, décédé à 22 ans en 1940). 
Le registre fossile présente quelques espèces d'hominidés plus grands qu’Homo sapiens, le plus grand répertorié étant le Gigantopithèque (espèce asiatique plutôt quadrupède, proche des Orang-outans), qui devait mesurer jusqu'à 3 mètres de haut pour un poids allant jusqu'à 500 kg, et qui disparut il y a environ 100 000 ans. 
Les histoires de géants de taille supérieure, présentes dans diverses mythologies, proviennent sans doute de fossiles et d'ossements de très gros animaux, probablement des représentants de la Mégafaune du Pléistocène, strate fossilifère très répandue, facilement accessible et riche en gros mammifères, parfois plus ou moins bipèdes (comme les mégathéridés). 
L'hypothèse d'humanoïdes de plus grande taille n'est pas possible pour des raisons purement biomécaniques, déjà bien illustrée par les terribles souffrances, handicaps et complications vécues par les personnes atteintes de gigantisme. 
En effet, quand un animal grandit, son poids augmente plus rapidement que sa taille. 
Par ailleurs, la résistance mécanique des os humains est limitée, et au-delà d'une certaine masse des adaptations morphologiques profondes seraient indispensables pour permettre à un tel être d'exister, modifications qui l'éloigneraient définitivement de toute ressemblance avec un humain.

### Empreintes et ossements fossiles
Des fossiles de grande taille et des phénomènes naturels comme les volcans, les geysers, les éclairs ou les feux follets ont toujours été observés par les humains, mais, avant la généralisation de la démarche scientifique, aux époques où la culture générale des populations était imprégnée de mythologie, ainsi que plus récemment dans les groupes sociaux les plus attachés aux mythes, ces fossiles et ces phénomènes ont été et peuvent encore être interprétés comme les signes de l'activité de géants. Dans ses conférences et interviews, Guillaume Lecointre souligne que beaucoup de mythes anciens ont pu apparaître à la suite d’observations paléontologiques ou autres, mais sans analyse scientifique.
Depuis la généralisation de la science et de la technologie, les travaux des paléontologues et autres chercheurs ou ingénieurs sont parfois sortis de leur contexte et réinterprétés par des non-scientifiques (ou par des scientifiques dévoyés) pour donner un « vernis d’apparence scientifique » (pour un public non-averti) à des théories tentant, en fait, d’étayer des mythes. Ainsi, pour diverses raisons, comme la recherche de notoriété et de bénéfices, la revanche sur un milieu professionnel sceptique, ou encore une foi religieuse, divers auteurs, dont certains étaient initialement des scientifiques de formation, ont fait profession de tenter d’étayer des mythes, en général sans preuve factuelle, mais aussi par la fraude scientifique.

## Mythologies

### Mythologies, contes et traditions populaires

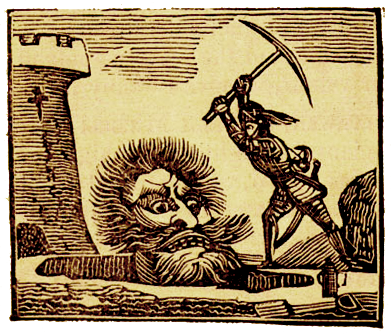
« Jack tue le géant Cormoran » (gravure sur bois, Angleterre, vers 1820).

La Bible mentionne l'existence de géants à différentes reprises. Dans la Genèse, il est par exemple mentionné « Et il y avait des géants sur la Terre en ces temps-là (…) ». 
En Angleterre, les géants « Gog et Magog » personnifient les « barbares » autochtones combattant Brutus — le premier roi légendaire des Bretons — et sont aujourd’hui considérés comme les gardiens mythiques de la Cité de Londres. Pseudo-mythe celtique dont on trouve une première trace dans le livre d'Ézéchiel, les peuplades païennes de Gog et Magog vivent « au nord du Monde », et représentent métaphoriquement les forces du Mal.
Jack le tueur de géants (Jack the Giant-killer) est un conte populaire anglais. Situé au temps du roi Arthur, il met en scène Jack, un vaillant jeune homme des Cornouailles, qui use de sa ruse pour vaincre successivement plusieurs géants.
La Chaussée des Géants, formation volcanique située sur la côte d'Irlande du Nord, a donné lieu à de multiples légendes.
La légende du Nideck, en Alsace, rapportée par les frères Grimm, a pour sujet une famille de géants.

## Folklore

### Avant leXIXesiècle
Le chapitre 158 des Gesta Romanorum (fin du XIIIe siècle) évoque le cadavre « d'un homme plus haut que les murs de la ville », censément découvert à Rome. « [T]ué après la destruction de Troie », le géant « portait une blessure de quatre pieds et demi [et] gisait là depuis 2 214 ans ». Le moine bénédictin Pierre Bersuire rapporte également cette rumeur dans son ouvrage Reductorium morale (XIV, 49).
En 1665, dans son livre Mundus Subeterranus publié à Amsterdam, Athanasius Kircher détaille toute une classification de géants.

### XIXesiècle
En 1863, le corps fossilisé d'un homme de 3 m est prétendument découvert par des ouvriers creusant un puits à Cardiff dans l'État de New York. Ce corps, appelé Géant de Cardiff, suscite une exposition payante mais le canular est éventé 6 mois plus tard.
En 1890, L'anthropologue Georges Vacher de Lapouge a déterré à Castelnau-le-Lez trois fragments d'os correspondant au bras et à la jambe d'un homme surnommé « le Géant de Castelnau » en raison des dimensions des vestiges.
En 1893, un squelette géant est découvert près du phare de Caraquet, au Canada, par le gardien. La découverte est annoncée dans Le Courrier des provinces maritimes.
En 1894, un compte-rendu de presse américain parle de la découverte de gigantesques ossements humains trouvés à Montpellier, France, par des ouvriers travaillant sur un réservoir d'eau. Des crânes humains de 71, 79 et 81 centimètres de circonférence ont été signalés parmi des ossements humains qui ont indiqué une race d'hommes de trois à quatre mètres de haut. Les os auraient été envoyés à l'Académie de Paris,. Toutefois, il n'existe aucune trace de cette histoire en France. 

### XXesiècle
En 1936, l'anthropologue Ludwig Kohl-Larsen aurait découvert, sur la rive du Lac Eyasi (Tanzanie) des ossements humains géants. Il est connu pour la découverte de la grotte Mumba (Mumba cave). En 1956, il fit paraître un livre sur les mythes Hadzabe, dont certains à propos de géants.
En 1937, deux paléontologues allemands, Gustav Heinrich Ralph von Koenigswald et Franz Weidenreich, auraient trouvé en Chine plusieurs ossements humains d’une taille étonnante. Weidenreich est l'auteur d'un livre sur le sujet faisant référence au Gigantopithèque, qui est un singe et non un humain. En 1944, Weidenreich fait un exposé sur ces restes de géants à l'American Ethnological Society.

### XXIesiècle
En 2004, une équipe de prospection d'Aramco Exploration Team aurait découvert en Arabie saoudite un squelette humain de proportions extraordinaires qui pourrait se rattacher au peuple Ad cité par le Coran. En 2007, des spécialistes américains et turcs prouvent que les photos sont truquées, et en 2008, l'équipe de prospection Aramco, informée du canular, précise qu'en 2004 un cimetière de bédouins fut bien trouvé lors de prospections, mais que les squelettes avaient des tailles et dimensions normales. Le chantier fut déplacé, et les tombes furent remises en état, par respect pour la dignité des défunts.

## Ésotérisme
Les auteurs suivants ont postulé l'existence passée de géants, sans évocation de preuve factuelle :
- dans son livre The Secret Doctrine, Helena Blavatsky relia l'existence passée des géants à sa théorie des « races racines », prétendant qu'elles correspondaient avec le cycle hindou de l'univers[18]. Selon les théosophes, des géants semblables à des singes constituaient la troisième race-racine qui vivait sur le continent de la Lémurie[19]. Les théosophes auraient également rapproché les géants des atlantes[20],[21] ;
- Guido von List ;
- René Adolphe Schwaller de Lubicz, égyptologue, défendit la thèse[22] ;
- Lewis Spence (en) fut un tenant de la thèse, il s'intéressa plus particulièrement aux géants légendaires Magog et Albion[23] ;
- William Comyns Beaumont (en), affirma que la Grande-Bretagne était la location de l'Atlantide et qu'elle était alors occupée par une race de géants Aryens[24] ;
- Joseph P. Farrell[25].

Dans son livre Mundus Subeterranus publié à Amsterdam en 1665, Athanasius Kircher détaille une classification de géants.
L'auteur suivant est un scientifique en défaveur de la théorie (géant mais moins de 2,5 m):
- Selon le professeur Lee R. Berger de l'Université de Witwatersrand, de nombreux os fossiles montrent que certaines populations de Homo heidelbergensis étaient des géants mais de 2,13 m (7 pi) de hauteur seulement et datant de 300 000 à 500 000 ans, en Afrique du Sud. Il le confirme dans une interview en 2007[26].

## Théories du complot
Les réseaux conspirationnistes actifs sur internet propagent régulièrement des fake news alléchantes sur des squelettes humains gigantesques, à grand renfort de retouche Photoshop parfois grossière. En réalité, une grande partie des illustrations utilisées dans ces posts proviennent d'un concours de trucage Photoshop organisé en 2002 (d'où l'aspect encore très primitif de la retouche) sur le thème de l'archéologie. 
Les auteurs des posts complotistes accusent généralement pêle-mêle divers milliardaires, les biologistes darwiniens et l’Église catholique (pourtant peu liés) de faire disparaître ces preuves dans un vaste plan de contrôle de la vérité officielle. 